# Tom Pettersson
Tom Pettersson (25 maart 1990) is een Zweedse voetballer die op huurbasis voor de Belgische eerste klasse voetbalclub OH Leuven speelt. In een vriendschappelijke wedstrijd tegen Roemenië, 15 augustus 2012 maakte Tom zijn debuut in de Zweedse U21 nationale team. Tijdens de transferperiode in de zomer van 2013 werd Pettersson tot de zomer van 2014 in bruikleen gegeven met optie tot koop aan de Belgische club Oud-Heverlee Leuven.
1 Leysen ·
3 Shlomo ·
5 Ngawa ·
6 Dom ·
7 Thorsteinsson ·
8 Schrijvers ·
9 Brunes ·
10 Holzhauser ·
11 Banzuzi ·
13 Kiyine ·
14 Ricca ·
15 N'Dri ·
16 Prévot ·
17 Mueanta ·
18 Miguel ·
20 Mendyl ·
21 Opoku ·
22 Calut ·
23 Schingtienne ·
28 Pletinckx ·
33 Maertens  ·
37 Taildeman ·
38 Ravet ·
43 Nsingi ·
52 Sagrado ·
77 Vlietinck ·
88 Maziz ·
Coach: García